# Canadá en los Juegos Paralímpicos de Innsbruck 1988
Canadá estuvo representado en los Juegos Paralímpicos de Innsbruck 1988 por un total de 20 deportistas, 13 hombres y siete mujeres.

## Medallistas
El equipo paralímpico canadiense obtuvo las siguientes medallas:
| Nombre                                    | Deporte        | Evento                                 |
| ----------------------------------------- | -------------- | -------------------------------------- |
| Oro                                       |                |                                        |
| Lynda Chyzyk                              | Esquí alpino   | Eslalon LW2 femenino                   |
| Sandra Lecour                             | Esquí de fondo | 5 km distancia corta B2 femenino       |
| Sandra Lecour                             | Esquí de fondo | 10 km distancia larga B2 femenino      |
| Francine Lemire                           | Esquí de fondo | 5 km distancia corta LW3/4/9 femenino  |
| Francine Lemire                           | Esquí de fondo | 10 km distancia larga LW3/4/9 femenino |
| Plata                                     |                |                                        |
| Lana Spreeman                             | Esquí alpino   | Eslalon LW4 femenino                   |
| Uli Rompel                                | Esquí alpino   | Descenso B3 masculino                  |
| Uli Rompel                                | Esquí alpino   | Eslalon gigante B3 masculino           |
| Bronce                                    |                |                                        |
| Lana Spreeman                             | Esquí alpino   | Descenso LW4 femenino                  |
| Stephen Ellefson                          | Esquí alpino   | Descenso LW1 masculino                 |
| Michel Duranceau                          | Esquí alpino   | Eslalon LW2 masculino                  |
| John Houston                              | Esquí alpino   | Eslalon gigante B1 masculino           |
| Sandra Lecour Tricia Lovegrove Kim Umback | Esquí de fondo | 3 × 5 km B1-3 femenino                 |